# Лещинский, Михаил Михайлович
Михаил Михайлович Лещинский (19 мая 1958, Красноярск, РСФСР, СССР — 7 мая 2006, там же) — советский, российский хоккеист с мячом, чемпион мира, Заслуженный мастер спорта СССР (1991).

## Биография
М. М. Лещинский — воспитанник красноярского хоккея с мячом. С 1968 года выступал в детской команде «Бригантина», с 1971 года — в детской команде «Енисей». А с 1976 года стал выступать за ХК «Енисей».

## Достижения
Чемпион СССР — 1980, 1981, 1982, 1983, 1984, 1985, 1986, 1988, 1989, 1991 

 Серебряный призёр чемпионата СССР — 1990 

 Бронзовый призёр чемпионата СССР — 1978 

 Обладатель Кубка СССР — 1984 

 Финалист Кубка СССР — 1985, 1990 

 Обладатель Кубка Европейских Чемпионов — 1980, 1983, 1986, 1989 

 Финалист Кубка Европейских Чемпионов — 1981, 1982, 1984 

 Третий призёр Кубка Европейских Чемпионов — 1985, 1991 

 Обладатель Кубка мира — 1982, 1984 

 Финалист Кубка мира — 1983, 1985 

 Чемпион мира — 1991 

 Чемпион мира среди юниоров — 1976 

В 1991 году вошёл в список 22 лучших игроков сезона.
С 2007 года в Красноярске проводится ежегодный турнир детских команд памяти М. М. Лещинского.